# Leawood (Misuri)
Leawood es una villa ubicada en el condado de Newton en el estado estadounidense de Misuri. En el Censo de 2010 tenía una población de 682 habitantes y una densidad poblacional de 201,32 personas por km².

## Geografía
Leawood se encuentra ubicada en las coordenadas 37°2′4″N 94°29′45″O / 37.03444, -94.49583. Según la Oficina del Censo de los Estados Unidos, Leawood tiene una superficie total de 3.39 km², de la cual 3.36 km² corresponden a tierra firme y (0.76%) 0.03 km² es agua.

## Demografía
Según el censo de 2010, había 682 personas residiendo en Leawood. La densidad de población era de 201,32 hab./km². De los 682 habitantes, Leawood estaba compuesto por el 94.87% blancos, el 0.59% eran afroamericanos, el 1.32% eran amerindios, el 1.17% eran asiáticos, el 0% eran isleños del Pacífico, el 0% eran de otras razas y el 2.05% pertenecían a dos o más razas. Del total de la población el 1.76% eran hispanos o latinos de cualquier raza.